# Richella
Richella es un género de plantas fanerógamas  perteneciente a la familia de las anonáceas que tiene 24 especies. Son nativas de Fiyi, Nueva Caledonia y Borneo.

## Taxonomía
El género fue descrito por Asa Gray y publicado en  Proc. Amer. Acad. Arts 2: 325. 1852.  La especie tipo es:  Richella monosperma A. Gray. 
Especies
Se reconocen las siguientes especies:
- Richella albida (Engl.) Fr.
- Richella dielsiana (Engl.) R.E. Fr.
- Richella discostigma (Diels) R.E. Fr.
- Richella glaucifolia (Hutch. & Dalziel) R.E. Fr.
- Richella gracilipes (Benth.) Fr.
- Richella gracilis (Hook. f.) R.E. Fr.
- Richella grandiflora Fr.
- Richella hainanensis (Tsiang & P.T. Li) Tsiang & P.T. Li
- Richella hirsuta (Benth.) R.E. Fr.
- Richella longipedicellata (Baker f.) Fr.
- Richella monosperma A. Gray
- Richella montana (Engl. & Diels) Fr.
- Richella obanensis (Baker f.) R.E. Fr.
- Richella obtusata (Baill.) R.E. Fr.
- Richella rosea (Sprague & Hutch.) R.E. Fr.
- Richella soyauxii (Sprengel & Hutchinson P.) R.E. Fr.
- Richella velutina (Sprague & Hutch.) R.E. Fr.